# جاده ئی۲۳۲ اروپا
جاده ئی۲۳۲ اروپا (به انگلیسی: European route E232) یکی از جاده‌های درجه ۲ قاره اروپا است.
این جاده که در کشور هلند قرار دارد، از شهر آمرسفورت شروع شده و در شهر خرونینگن به پایان میرسد.